# Голод на Украине (1946—1947)
Голод на Украи́не 1946—1947 годо́в (укр. голодомор в Украї́ні 1946—1947 рокі́в) — массовый голод, произошедший в Украинской ССР в 1946—1947 годах.

## История
7 января Министерство госбезопасности УССР сообщило МГБ СССР и ЦК КП(б)У о тяжёлом продовольственном состоянии колхозов Кировоградской области. Приблизительно 1223 семьи не имели продуктов питания и находились в истощённом состоянии с признаками дистрофии. Особенно пострадали семьи колхозников, погибших на фронте, многодетные, семьи инвалидов Второй мировой войны Краснокаменского, Александрийского, Песчано-Бродского, Устиновского, Подвысоцкого, Новогеоргиевского, Великовысковского и Добровеличковского районов.
8 января Министерство госбезопасности УССР направило МГБ СССР сообщение о голоде в Одесской области.
11 января секретарь Полтавского обкома КП(б)У В. Марков направил сообщение секретарю ЦК КП(б)У Д. Коротченко о продовольственных трудностях и фактах истощения и голода в области. В 1946 г. в Полтавской области из 2460 колхозов на трудодни колхозникам выдано до 100г хлеба в 186 колхозах, от 100 г до 200 г — в 812 колхозах, от 200 г до 300 г — в 876 колхозах. В 58 колхозах выдано на трудодень от 500 г до 1 кг хлеба. Продовольственное положение ухудшалось и тем, что в результате германской оккупации многие колхозы остались без коров и не имели приусадебного хозяйства.
10 февраля в Днепропетровске было погибших более 850 человек.
17 февраля УМВД Измаильской области доложило МВД УССР о продовольственных трудностях и людоедстве на территории области. Погибли 2625 человек.
1 марта Совет министров СССР постановил выделить дополнительно колхозам Украины семенной заём для весеннего сева 1947 г. в количестве 90 тыс. тонн зерна яровых культур, в том числе 34 тыс. тонн яровой пшеницы. Н. Хрущёв и Л. Каганович были обязаны обеспечить безусловное выполнение государственного плана весеннего сева в РСФСР, особенно яровой пшеницы. Тогда же в Запорожской области исполком Великобелозерского райсовета направил докладную записку в облсовет о фиксации на территории района 2251 человека опухшего от голода и случаи смертности от него. Из общей потребности хлеба для снабжения рабочих и служащих 25 тонн, район получал хлебные карточки на 10650 кг хлеба с опозданием ежемесячно до 10 дней.

## Контекст
В 1946 году из СССР было вывезено 350 тысяч тонн зерна в Королевство Румыния, в 1947 году — 600 тысяч тонн зерна в Чехословацкую республику, за эти два года Польская республика получила из Советского Союза 900 тысяч тонн хлеба. В Молдавской ССР и южных областях РСФСР стремительно распространялся голод, и только за первое полугодие 1947 года официально зарегистрировано 130 случаев людоедства.
Валовый сбор зерна в СССР в 1945 году составил 25,4 млн тонн, в 1946 году 21,2 млн тонн, и в 1947-м 35,7 млн тонн. Для сравнения в царской России в 1913 году сбор зерна оценивается в 50,5 млн тонн.
В течение войны СССР получал значительную продовольственную помощь в рамках ленд-лиза, только из США было поставлено 1,75 млн тонн продовольствия, в основном консервы, концентраты, шоколад. Однако программа ленд-лиза стала сворачиваться после капитуляции Германии и в августе 1945 года, после капитуляции Японии, была полностью прекращена. С августа 1945 года ООН осуществляла программу помощи Украине и Белоруссии стоимостью 250 миллионов долларов. Предусматривались поставки продовольствия; одежды, текстиля и обуви; медикаментов; сельскохозяйственного оборудования и семян; промышленного оборудования. Поставки (завершившиеся к маю 1947 года) были произведены бесплатно.

## Жертвы
6 февраля 1947 г. МГБ УССР сообщало МГБ СССР о случаях каннибализма и трупоедства в Днепропетровской и Измаильской областях.
25 февраля МГБ УССР сообщало — за два месяца 1947 г. зафиксировано 16 случаев употребления в пищу человеческих трупов, в том числе: в Измаильской области 13 случаев.